# Hildesheimer Pumpernickel

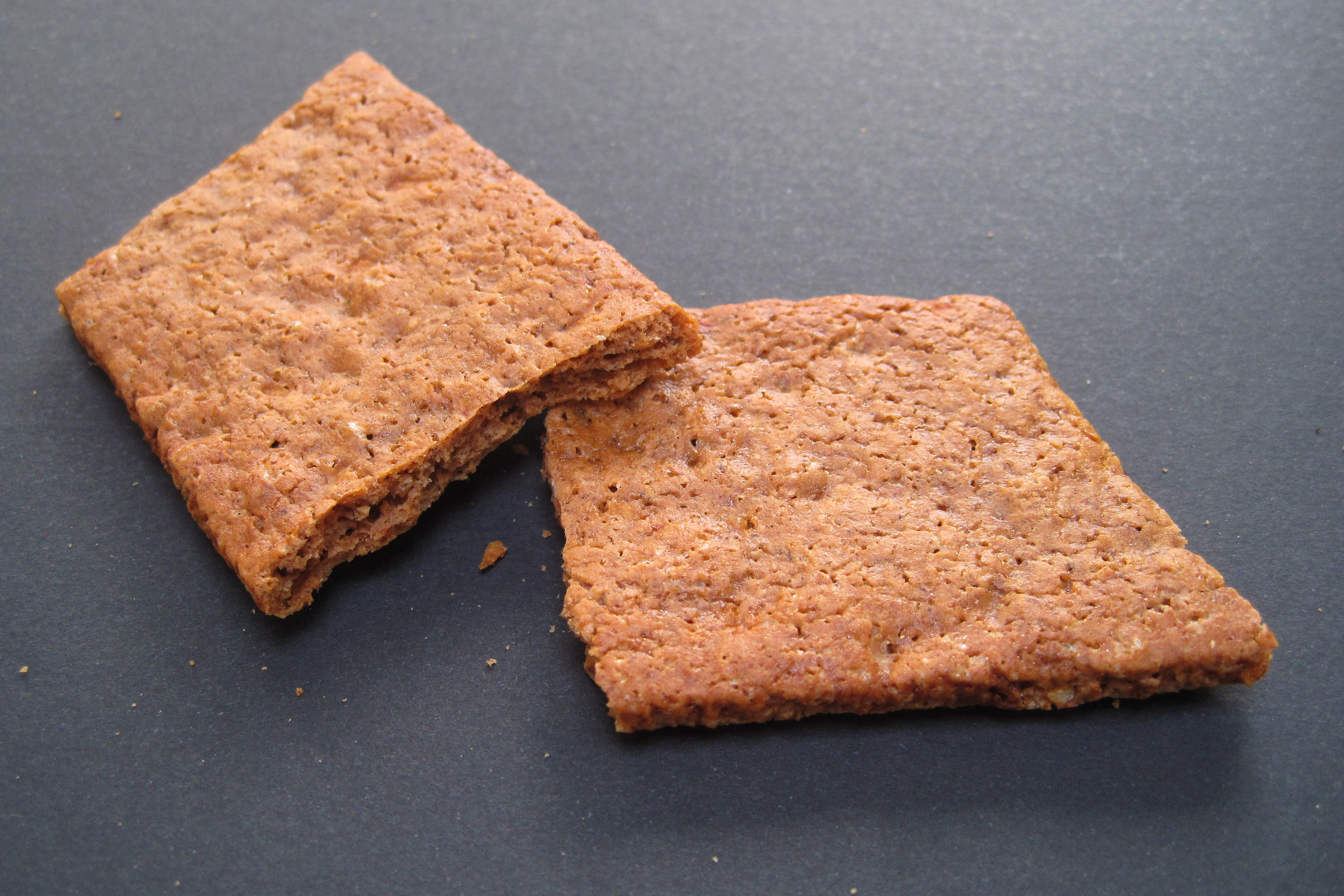
Durchgebrochenes Gebäckstück

Der Hildesheimer Pumpernickel ist ein rautenförmiger Keks. Es handelt sich um eine aus Hildesheim stammende Spezialität, die trotz ihres weihnachtlichen Geschmacks ganzjährig verkauft wird.
Er ist nicht mit dem Vollkornbrot Pumpernickel zu verwechseln. Der Keks erhält seine Form nach dem Backen der noch heißen ca. 5 cm breiten Teigstränge.
Nach einem Rezept aus dem Jahr 1733 enthalten Hildesheimer Pumpernickel Mandeln, Mehl, Zucker, Butter, Zimt und Ei.
1893 wurde der Hildesheimer Pumpernickel im Band 2 des Buches Chemie der menschlichen Nahrungs- und Genussmittel von Joseph König erwähnt.
Die Erfindung der Rezeptur des Kekses beanspruchen innerhalb der Stadt Hildesheim mehrere Bäckerfamilien für sich. Der Keks soll „geschmacklich an Aachener Printen“ erinnern.
Der Kabarettist und Schriftsteller Manfred Hausin veröffentlichte 1988 unter dem Titel Hildesheimer Pumpernickel Grotesken.